# Saturn Relay
O Relay é uma minivan de porte grande da Saturn.